# Olympische Sommerspiele 1964/Schwimmen
Bei den XVIII. Olympischen Sommerspielen 1964 in Tokio wurden vom 11. bis 18. Oktober 1964 im Schwimmen 18 Wettbewerbe ausgetragen, davon zehn für Männer und acht für Frauen. Austragungsort war das Kokuritsu Yoyogi Kyōgijō. Insgesamt nahmen 405 Schwimmer aus 42 Nationen teil, davon 243 Männer und 162 Frauen.

## Bilanz

### Medaillenspiegel
| Platz | Land               | Gold | Silber | Bronze | Gesamt |
| ----- | ------------------ | ---- | ------ | ------ | ------ |
| 1     | Vereinigte Staaten | 13   | 8      | 8      | 29     |
| 2     | Australien         | 4    | 1      | 4      | 9      |
| 3     | Sowjetunion        | 1    | 1      | 2      | 4      |
| 4     | Deutschland        | –    | 4      | 2      | 6      |
| 5     | Niederlande        | –    | 2      | 1      | 3      |
| 6     | Frankreich         | –    | 1      | –      | 1      |
| 6     | Großbritannien     | –    | 1      | –      | 1      |
| 8     | Japan              | –    | –      | 1      | 1      |

### Medaillengewinner
| Konkurrenz          | Gold                                                                      | Silber                                                                                 | Bronze                                                         |
| ------------------- | ------------------------------------------------------------------------- | -------------------------------------------------------------------------------------- | -------------------------------------------------------------- |
| 100 m Freistil      | Don Schollander                                                           | Robert McGregor                                                                        | Hans-Joachim Klein                                             |
| 400 m Freistil      | Don Schollander                                                           | Frank Wiegand                                                                          | Allan Wood                                                     |
| 1500 m Freistil     | Robert Windle                                                             | John Nelson                                                                            | Allan Wood                                                     |
| 200 m Rücken        | Jed Graef                                                                 | Gary Dilley                                                                            | Robert Earl Bennett                                            |
| 200 m Brust         | Ian O’Brien                                                               | Heorhij Prokopenko                                                                     | Chet Jastremski                                                |
| 200 m Schmetterling | Kevin Berry                                                               | Carl Robie                                                                             | Fred Schmidt                                                   |
| 400 m Lagen         | Richard Roth                                                              | Roy Saari                                                                              | Gerhard Hetz                                                   |
| 4 × 100 m Freistil  | Vereinigte StaatenStephen Clark Michael Austin Gary Ilman Don Schollander | DeutschlandHorst Löffler Frank Wiegand Uwe Jacobsen Hans-Joachim Klein                 | AustralienDavid Dickson Peter Doak John Ryan Robert Windle     |
| 4 × 200 m Freistil  | Vereinigte StaatenStephen Clark Roy Saari Gary Ilman Don Schollander      | DeutschlandHorst-Günter Gregor Gerhard Hetz Frank Wiegand Hans-Joachim Klein           | JapanMakoto Fukui Kunihiro Iwasaki Toshio Shōji Yukiaki Okabe  |
| 4 × 100 m Lagen     | Vereinigte StaatenThompson Mann Bill Craig Fred Schmidt Stephen Clark     | DeutschlandErnst-Joachim Küppers Egon Henninger Horst-Günter Gregor Hans-Joachim Klein | AustralienPeter Reynolds Ian O’Brien Kevin Berry David Dickson |

| Konkurrenz          | Gold                                                                           | Silber                                                          | Bronze                                                                                 |
| ------------------- | ------------------------------------------------------------------------------ | --------------------------------------------------------------- | -------------------------------------------------------------------------------------- |
| 100 m Freistil      | Dawn Fraser                                                                    | Sharon Stouder                                                  | Kathleen Ellis                                                                         |
| 400 m Freistil      | Virginia Duenkel                                                               | Marilyn Ramenofsky                                              | Terri Stickles                                                                         |
| 100 m Rücken        | Cathy Ferguson                                                                 | Christine Caron                                                 | Virginia Duenkel                                                                       |
| 200 m Brust         | Galina Stepanowa                                                               | Claudia Kolb                                                    | Swetlana Babanina                                                                      |
| 100 m Schmetterling | Sharon Stouder                                                                 | Ada Kok                                                         | Kathleen Ellis                                                                         |
| 400 m Lagen         | Donna de Varona                                                                | Sharon Finneran                                                 | Martha Randall                                                                         |
| 4 × 100 m Freistil  | Vereinigte StaatenSharon Stouder Donna de Varona Lillian Watson Kathleen Ellis | AustralienRobyn Thorn Janice Murphy Lynette Bell Dawn Fraser    | NiederlandePauline van der Wildt Toos Beumer Wilhelmina van Weerdenburg Erica Terpstra |
| 4 × 100 m Lagen     | Vereinigte StaatenCathy Ferguson Cynthia Goyette Sharon Stouder Kathleen Ellis | NiederlandeKornelia Winkel Klenie Bimolt Ada Kok Erica Terpstra | SowjetunionTatjana Saweljewa Swetlana Babanina Tatjana Dewjatowa Natalja Ustinowa      |

## Ergebnisse

### Männer

#### 100 m Freistil
| Platz | Land | Sportler           | Zeit        |
| ----- | ---- | ------------------ | ----------- |
| 1     | USA  | Don Schollander    | 53,4 s (OR) |
| 2     | GBR  | Robert McGregor    | 53,5 s      |
| 3     | EUA  | Hans-Joachim Klein | 54,0 s      |
| 4     | USA  | Gary Ilman         | 54,0 s      |
| 5     | FRA  | Alain Gottvallès   | 54,2 s      |
| 6     | USA  | Michael Austin     | 54,5 s      |
| 7     | HUN  | Gyula Dobay        | 54,9 s      |
| 8     | EUA  | Uwe Jacobsen       | 56,1 s      |

Finale am 12. Oktober

#### 400 m Freistil
| Platz | Land | Sportler            | Zeit            |
| ----- | ---- | ------------------- | --------------- |
| 1     | USA  | Don Schollander     | 4:12,2 min (OR) |
| 2     | EUA  | Frank Wiegand       | 4:14,9 min      |
| 3     | AUS  | Allan Wood          | 4:15,1 min      |
| 4     | USA  | Roy Saari           | 4:16,7 min      |
| 5     | USA  | John Nelson         | 4:16,9 min      |
| 6     | JPN  | Tsuyoshi Yamanaka   | 4:19,1 min      |
| 7     | AUS  | Russell Phegan      | 4:20,2 min      |
| 8     | URS  | Semjon Beliz-Geiman | 4:21,4 min      |

Finale am 15. Oktober

#### 1500 m Freistil
| Platz | Land | Sportler       | Zeit             |
| ----- | ---- | -------------- | ---------------- |
| 1     | AUS  | Robert Windle  | 17:01,7 min (OR) |
| 2     | USA  | John Nelson    | 17:03,0 min      |
| 3     | AUS  | Allan Wood     | 17:07,7 min      |
| 4     | USA  | William Farley | 17:18,2 min      |
| 5     | AUS  | Russell Phegan | 17:22,4 min      |
| 6     | JPN  | Sueaki Sasaki  | 17:25,3 min      |
| 7     | USA  | Roy Saari      | 17:29,2 min      |
| 8     | HUN  | József Katona  | 17:30,8 min      |

Finale am 17. Oktober

#### 200 m Rücken
| Platz | Land | Sportler              | Zeit       |
| ----- | ---- | --------------------- | ---------- |
| 1     | USA  | Jed Graef             | 2:10,3 min |
| 2     | USA  | Gary Dilley           | 2:10,5 min |
| 3     | USA  | Robert Earl Bennett   | 2:13,1 min |
| 4     | JPN  | Shigeo Fukushima      | 2:13,2 min |
| 5     | EUA  | Ernst-Joachim Küppers | 2:15,7 min |
| 6     | URS  | Wiktor Masanow        | 2:15,9 min |
| 7     | CAN  | Ralph Hutton          | 2:15,9 min |
| 8     | AUS  | Peter Reynolds        | 2:16,6 min |

Finale am 13. Oktober

#### 200 m Brust
| Platz | Land | Sportler             | Zeit            |
| ----- | ---- | -------------------- | --------------- |
| 1     | AUS  | Ian O’Brien          | 2:27,8 min (OR) |
| 2     | URS  | Heorhij Prokopenko   | 2:28,2 min      |
| 3     | USA  | Chet Jastremski      | 2:29,6 min      |
| 4     | URS  | Aleksandre Tutakaewi | 2:31,0 min      |
| 5     | EUA  | Egon Henninger       | 2:31,1 min      |
| 6     | JPN  | Osamu Tsurumine      | 2:33,6 min      |
| 7     | USA  | Wayne Anderson       | 2:35,0 min      |
| 8     | URS  | Wladimir Kossinski   | 2:38,1 min      |

Finale am 15. Oktober

#### 200 m Schmetterling
| Platz | Land | Sportler           | Zeit            |
| ----- | ---- | ------------------ | --------------- |
| 1     | AUS  | Kevin Berry        | 2:06,6 min (OR) |
| 2     | USA  | Carl Robie         | 2:07,5 min      |
| 3     | USA  | Fred Schmidt       | 2:09,3 min      |
| 4     | USA  | Philip Riker       | 2:11,0 min      |
| 5     | URS  | Walentin Kusmin    | 2:11,3 min      |
| 6     | JPN  | Yoshinori Kadonaga | 2:12,6 min      |
| 7     | AUS  | Brett Hill         | 2:12,8 min      |
| 8     | CAN  | Daniel Sherry      | 2:14,6 min      |

Finale am 18. Oktober

#### 400 m Lagen
| Platz | Land | Sportler            | Zeit            |
| ----- | ---- | ------------------- | --------------- |
| 1     | USA  | Richard Roth        | 4:45,4 min (OR) |
| 2     | USA  | Roy Saari           | 4:47,1 min      |
| 3     | EUA  | Gerhard Hetz        | 4:51,0 min      |
| 4     | USA  | Carl Robie          | 4:51,4 min      |
| 5     | CAN  | Sandy Gilchrist     | 4:57,6 min      |
| 6     | NED  | Johannes Jiskoot    | 5:01,9 min      |
| 7     | HUN  | György Kosztolánczy | 5:01,9 min      |
| 8     | AUS  | Terry Buck          | 5:03,0 min      |

Finale am 14. Oktober

#### 4 × 100 m Freistil
| Platz | Land | Sportler                                                              | Zeit            |
| ----- | ---- | --------------------------------------------------------------------- | --------------- |
| 1     | USA  | Stephen Clark Michael Austin Gary Ilman Don Schollander               | 3:33,2 min (OR) |
| 2     | EUA  | Horst Löffler Frank Wiegand Uwe Jacobsen Hans-Joachim Klein           | 3:37,2 min      |
| 3     | AUS  | David Dickson Peter Doak John Ryan Robert Windle                      | 3:39,1 min      |
| 4     | JPN  | Kunihiro Iwasaki Tadaharu Gotō Tatsuo Fujimoto Yukiaki Okabe          | 3:40,5 min      |
| 5     | SWE  | Bengt Nordwall Ingvar Eriksson Jan Lundin Per-Ola Lindberg            | 3:40,7 min      |
| 6     | URS  | Wiktor Masanow Wladimir Schuwalow Wiktor Semtschenkow Juri Sumzow     | 3:42,1 min      |
| 7     | GBR  | Bob Lord John Martin-Dye Peter Kendrew Robert McGregor                | 3:42,6 min      |
| 8     | FRA  | Alain Gottvallès Gérard Gropaiz Pierre Canavèse Jean-Pascal Curtillet | DSQ             |

Finale am 14. Oktober

#### 4 × 200 m Freistil
| Platz | Land | Sportler                                                                                     | Zeit            |
| ----- | ---- | -------------------------------------------------------------------------------------------- | --------------- |
| 1     | USA  | Stephen Clark Roy Saari Gary Ilman Don Schollander                                           | 7:52,1 min (OR) |
| 2     | EUA  | Horst-Günter Gregor Gerhard Hetz Frank Wiegand Hans-Joachim Klein                            | 7:59,3 min      |
| 3     | JPN  | Makoto Fukui Kunihiro Iwasaki Toshio Shōji Yukiaki Okabe                                     | 8:03,8 min      |
| 4     | AUS  | David Dickson Allan Wood Peter Doak Robert Windle John Konrads (Vorlauf) John Ryan (Vorlauf) | 8:05,7 min      |
| 5     | SWE  | Mats Svensson Lester Eriksson Hans Rosendahl Jan Lundin                                      | 8:08,0 min      |
| 6     | FRA  | Jean-Pascal Curtillet Pierre Canavèse Francis Luyce Alain Gottvallès                         | 8:08,7 min      |
| 7     | URS  | Semjon Beliz-Geiman Wladimir Beresin Alexander Paramonow Jewgeni Nowikow                     | 8:15,1 min      |
| 8     | ITA  | Sergio De Gregorio Bruno Bianchi Giovanni Orlando Pietro Boscaini                            | 8:18,1 min      |

Finale am 18. Oktober

#### 4 × 100 m Lagen
| Platz | Land | Sportler                                                                    | Zeit       |
| ----- | ---- | --------------------------------------------------------------------------- | ---------- |
| 1     | USA  | Thompson Mann Bill Craig Fred Schmidt Stephen Clark                         | 3:58,4 min |
| 2     | EUA  | Ernst-Joachim Küppers Egon Henninger Horst-Günter Gregor Hans-Joachim Klein | 4:01,6 min |
| 3     | AUS  | Peter Reynolds Ian O’Brien Kevin Berry David Dickson                        | 4:02,3 min |
| 4     | URS  | Wiktor Masanow Heorhij Prokopenko Walentin Kusmin Wladimir Schuwalow        | 4:04,2 min |
| 5     | JPN  | Shigeo Fukushima Kenji Ishikawa Isao Nakajima Yukiaki Okabe                 | 4:06,6 min |
| 6     | HUN  | József Csikány Ferenc Lenkei József Gulrich Gyula Dobay                     | 4:08,5 min |
| 7     | ITA  | Dino Rora Gian Corrado Gross Giampiero Fossati Pietro Boscaini              | 4:10,3 min |
| 8     | GBR  | Geoff Thwaites Neil Nicholson Brian Jenkins Robert McGregor                 | 4:11,4 min |

Finale am 16. Oktober

### Frauen

#### 100 m Freistil
| Platz | Land | Sportlerin            | Zeit        |
| ----- | ---- | --------------------- | ----------- |
| 1     | AUS  | Dawn Fraser           | 59,5 s (OR) |
| 2     | USA  | Sharon Stouder        | 59,9 s      |
| 3     | USA  | Kathleen Ellis        | 1:00,8 min  |
| 4     | NED  | Erica Terpstra        | 1:01,8 min  |
| 5     | CAN  | Marion Lay            | 1:02,2 min  |
| 6     | HUN  | Csilla Madarász-Dobay | 1:02,4 min  |
| 7     | SWE  | Ann-Christine Hagberg | 1:02,5 min  |
| 8     | AUS  | Lynette Bell          | 1:02,7 min  |

Finale am 13. Oktober

#### 400 m Freistil
| Platz | Land | Sportlerin          | Zeit            |
| ----- | ---- | ------------------- | --------------- |
| 1     | USA  | Virginia Duenkel    | 4:43,3 min (OR) |
| 2     | USA  | Marilyn Ramenofsky  | 4:44,6 min      |
| 3     | USA  | Terri Stickles      | 4:47,2 min      |
| 4     | AUS  | Dawn Fraser         | 4:47,6 min      |
| 5     | CAN  | Jane Hughes         | 4:50,9 min      |
| 6     | GBR  | Elizabeth Long      | 4:52,0 min      |
| 7     | AUS  | Kim Herford         | 4:52,9 min      |
| 8     | SWE  | Ann-Charlotte Lilja | 4:53,0 min      |

Finale am 18. Oktober

#### 100 m Rücken
| Platz | Land | Sportlerin       | Zeit            |
| ----- | ---- | ---------------- | --------------- |
| 1     | USA  | Cathy Ferguson   | 1:07,7 min (OR) |
| 2     | FRA  | Christine Caron  | 1:07,9 min      |
| 3     | USA  | Virginia Duenkel | 1:08,0 min      |
| 4     | JPN  | Satoko Tanaka    | 1:08,6 min      |
| 5     | USA  | Nina Harmar      | 1:09,4 min      |
| 6     | GBR  | Linda Ludgrove   | 1:09,5 min      |
| 7     | CAN  | Eileen Weir      | 1:09,8 min      |
| 8     | GBR  | Jill Norfolk     | 1:11,2 min      |

Finale am 14. Oktober

#### 200 m Brust
| Platz | Land | Sportlerin        | Zeit            |
| ----- | ---- | ----------------- | --------------- |
| 1     | URS  | Galina Stepanowa  | 2:46,4 min (OR) |
| 2     | USA  | Claudia Kolb      | 2:47,6 min      |
| 3     | URS  | Swetlana Babanina | 2:48,6 min      |
| 4     | GBR  | Stella Mitchell   | 2:49,0 min      |
| 5     | GBR  | Jill Slattery     | 2:49,6 min      |
| 6     | EUA  | Bärbel Grimmer    | 2:51,0 min      |
| 7     | NED  | Klenie Bimolt     | 2:51,3 min      |
| 8     | EUA  | Ursula Küper      | 2:53,9 min      |

Finale am 12. Oktober

#### 100 m Schmetterling
| Platz | Land | Sportlerin      | Zeit            |
| ----- | ---- | --------------- | --------------- |
| 1     | USA  | Sharon Stouder  | 1:04,7 min (OR) |
| 2     | NED  | Ada Kok         | 1.05,6 min      |
| 3     | USA  | Kathleen Ellis  | 1:06,0 min      |
| 4     | FIN  | Eila Pyrhonen   | 1:07,3 min      |
| 5     | USA  | Donna de Varona | 1:08,0 min      |
| 6     | EUA  | Heike Hustede   | 1:08,5 min      |
| 7     | JPN  | Eiko Takahashi  | 1:09,1 min      |
| 8     | CAN  | Mary Stewart    | 1:10,0 min      |

Finale am 16. Oktober

#### 400 m Lagen
| Platz | Land | Sportlerin        | Zeit            |
| ----- | ---- | ----------------- | --------------- |
| 1     | USA  | Donna de Varona   | 5:18,7 min (OR) |
| 2     | USA  | Sharon Finneran   | 5:24,1 min      |
| 3     | USA  | Martha Randall    | 5.24,2 min      |
| 4     | EUA  | Veronika Holletz  | 5:25,6 min      |
| 5     | AUS  | Linda McGill      | 5:28,4 min      |
| 6     | NED  | Elisabeth Heukels | 5:30,3 min      |
| 7     | GBR  | Anita Lonsbrough  | 5:30,5 min      |
| 8     | HUN  | Márta Egerváry    | 5:38,4 min      |

Finale am 17. Oktober

#### 4 × 100 m Freistil
| Platz | Land | Sportlerinnen                                                               | Zeit            |
| ----- | ---- | --------------------------------------------------------------------------- | --------------- |
| 1     | USA  | Sharon Stouder Donna de Varona Lillian Watson Kathleen Ellis                | 4:03,8 min (OR) |
| 2     | AUS  | Robyn Thorn Janice Murphy Lynette Bell Dawn Fraser                          | 4:06,9 min      |
| 3     | NED  | Pauline van der Wildt Toos Beumer Wilhelmina van Weerdenburg Erica Terpstra | 4:12,0 min      |
| 4     | HUN  | Judit Turóczy Éva Erdélyi Katalin Takács Csilla Madarász-Dobay              | 4:12,1 min      |
| 5     | SWE  | Ann-Charlotte Lilja Lotten Andersson Ulla Jäfvert Ann-Christine Hagberg     | 4:14,0 min      |
| 6     | EUA  | Martina Grunert Traudi Beierlein Rita Schumacher Heidi Pechstein            | 4:15,0 min      |
| 7     | CAN  | Mary Stewart Patty Thompson Helen Kennedy Marion Lay                        | 4:15,9 min      |
| 8     | ITA  | Paola Saini Maria Cristina Pacifici Mara Sacchi Daniela Beneck              | 4:17,2 min      |

Finale am 15. Oktober

#### 4 × 100 m Lagen
| Platz | Land | Sportlerinnen                                                          | Zeit            |
| ----- | ---- | ---------------------------------------------------------------------- | --------------- |
| 1     | USA  | Cathy Ferguson Cynthia Goyette Sharon Stouder Kathleen Ellis           | 4:28,3 min (OR) |
| 2     | NED  | Kornelia Winkel Klenie Bimolt Ada Kok Erica Terpstra                   | 4:30,0 min      |
| 3     | URS  | Tatjana Saweljewa Swetlana Babanina Tatjana Dewjatowa Natalja Ustinowa | 4:36,4 min      |
| 4     | JPN  | Satoko Tanaka Noriko Yamamoto Eiko Takahashi Michiko Kihara            | 4:42,0 min      |
| 5     | GBR  | Jill Norfolk Stella Mitchell Mary Anne Cotterill Elizabeth Long        | 4:45,8 min      |
| 6     | CAN  | Eileen Weir Marion Lay Mary Stewart Helen Kennedy                      | 4:49,9 min      |
| 7     | EUA  | Ingrid Schmidt Bärbel Grimmer Heike Hustede Martina Grunert            | DSQ             |
| 8     | HUN  | Mária Balla Zsuzsa Kovács Márta Egerváry Csilla Madarász-Dobay         | DSQ             |

Finale am 18. Oktober